# Idala
Idala is een plaats in de gemeente Lund, in de Zweedse provincie Skåne län en het landschap Skåne. De plaats heeft 739 inwoners (2005) en een oppervlakte van 86 hectare.

## Verkeer en vervoer
Bij de plaats loopt de Länsväg 102.